# 11461 Wladimirneumann
11461 Wladimirneumann è un asteroide della fascia principale. Scoperto nel 1981, presenta un'orbita caratterizzata da un semiasse maggiore pari a 2,2809888 UA e da un'eccentricità di 0,0993442, inclinata di 5,85635° rispetto all'eclittica.